# Veolia
Koordinaten: 48° 52′ 12,6″ N, 2° 17′ 31,8″ O
Veolia S.A. (vormals Veolia Environnement bzw. Vivendi Environnement) ist ein börsennotiertes Unternehmen mit Sitz in Paris und den Geschäftsschwerpunkten in den Bereichen Wasser/Abwasser, Abfallentsorgung und Energieversorgung, bis 2018 auch Verkehr. Das Unternehmen beschäftigt rund 213.000 Mitarbeiter.
In Deutschland sind die Aktivitäten in den Bereichen Entsorgungsmanagement, Wassermanagement und Energiedienstleistungen in der Veolia Deutschland GmbH mit Sitz in Berlin gebündelt.

## Tätigkeitsbereiche
Veolia ist als Dienstleister für Kommunen in öffentlich-privaten Partnerschaften und für die Industrie tätig. Das Unternehmen beschäftigt weltweit etwa 171.000 Mitarbeiter in 74 Ländern. Am intensivsten ist das Unternehmen in Frankreich, Großbritannien und in den Vereinigten Staaten tätig.

### Wasser und Abwasser
Veolia Water ist in 67 Ländern im Wasser- und Abwasserbereich tätig. 2009 erwirtschaftete das Unternehmen mit 96.260 Mitarbeitern einen Umsatz von 12,128 Mrd. Euro. Veolia versorgt weltweit 100 Mio. Menschen mit Trinkwasser, entsorgt das Abwasser von 71 Mio. Menschen und betreut 40.000 Industriekunden. Über die deutsche Tochtergesellschaft Veolia Wasser mit Sitz in Berlin ist das Unternehmen in kommunale Partnerschaften eingebunden und hält Beteiligungen an Stadtwerken. In Deutschland versorgt Veolia rund 4,59 Mio. Einwohner mit Trinkwasser und entsorgt das Abwasser für 4,97 Mio. Einwohner.

### Abfallentsorgung
In der Abfallwirtschaft ist Veolia in 35 Ländern aktiv und erwirtschaftete 2009 mit 85.600 Mitarbeiter einen Umsatz von rund 9 Mrd. Euro. Veolia Environmental Services betreibt die Abfallentsorgung für 45,4 Mio. Einwohner und ist Dienstleister für 749.058 Kunden im Industrie- und Dienstleistungssektor. In Deutschland ist die Veolia Umweltservice Anbieter von Dienstleistungen in den Bereichen Entsorgung inklusive Industrie-Reinigung, Rohr- und Kanalservice, Gebäude- und Industrie-Service, Technischer Service sowie Entsorgungslogistik.

### Energie
Veolia Energy ist mit rund 52.500 Mitarbeitern in 38 Ländern vertreten und erwirtschaftete 2009 einen Umsatz von rund 7,1 Mrd. Euro. Veolia Energy betreut 40.000 Industrie-, Gewerbe- und Wohnungswirtschaftskunden und betreibt 102.700 dezentrale Anlagen sowie 700 städtische und objektbezogene Versorgungsnetze für Fernwärme bzw. -kälte. Veolia Energy betreibt Kraftwerkskapazitäten mit 83.400 MW Wärmekapazität und 6.266 MW Stromerzeugungskapazitäten. 4.025 MW beträgt die Leistung durch Kraft-Wärme-Kopplung. Die Électricité de France hält 34 % der Anteile an Veolia Energy.

## Firmengeschichte
Veolia Environnement geht aus der 1853 von Kaiser Napoleon III. in Paris gegründeten Wasserversorgungsgesellschaft Compagnie Générale des Eaux (CGE) hervor. Die CGE übernahm im Laufe der Zeit viele, z. T. kleinere Firmen und wurde auch in anderen Branchen tätig, namentlich Abfallwirtschaft, Energie, Verkehr, Bau und Immobilien, aber auch Telekommunikation (SFR) und Medien (Canal+, Havas). Prägende Persönlichkeiten in dieser Entwicklung waren die Vorstandsvorsitzenden Guy Dejouany (1976–1996) und Jean-Marie Messier (1996–2002).
1998 änderte CGE den Namen in Vivendi, nur eine französische Tochtergesellschaft behielt die Firmenbezeichnung Compagnie Générale des Eaux. Vivendis Wasser-, Energie-, Abfall- und Verkehrssparte wurde 1999/2000 zu Vivendi Environnement zusammengefasst, die Telekom- und Mediensparte hingegen zu Vivendi Communication. 2002 reduzierte Vivendi seine Beteiligungen an Vivendi Environnement, das im Folgejahr als eigenständiges Unternehmen in Veolia Environnement (seit 2012 nur noch Veolia) umbenannt wurde. Der ehemalige Hauptaktionär Vivendi ist seit Juli 2006 nicht mehr an Veolia beteiligt.
Ende August 2020 gab Veolia ein Angebot für ein Paket von 29,9 % der Aktien seines französischen Konkurrenten Suez, die von dem Energiedienstleister Engie gehalten wurden, mit der Absicht ab, in der Folge ein freiwilliges öffentliches Übernahmeangebot für die restlichen Aktien abzugeben; Ziel des Angebots sei es, einen Weltmarktführer in Umweltdienstleistungen zu schaffen. Das französische Geschäft von Suez solle an einen Fonds verkauft werden, um mögliche Kartellbedenken auszuräumen. Suez stufte das Vorgehen von Veolia als „feindlichen Übernahmeversuch“ ein. Um einen Verkauf des französischen Kerngeschäfts zu verhindern, kündigte Suez an, es wolle die Kontrolle über die gesamten französischen Aktivitäten an eine niederländische Stiftung abgeben, falls ein nicht genehmes Übernahmeangebot erfolge.
Dennoch gab Veolia Anfang Oktober bekannt, das Suez-Aktienpaket von Engie gekauft zu haben, obwohl der französische Staat und Großaktionär von Engie seine Opposition zu einem Verkauf ohne einem vorherigen freundschaftlichen Einvernehmen zwischen Suez und Veolia kundgetan hatte. Veolia kündigte gleichzeitig ein öffentliches Übernahmeangebot innerhalb der nächsten 18 Monate an, sobald es die nötige Freigabe der zuständigen Kartellbehörden erhalten habe.
Im Dezember 2021 genehmigte die Europäische Kommission die Übernahme unter Auflagen. Veolia verpflichtete sich
- zur Veräußerung fast aller Tätigkeiten von Suez auf den Märkten für übliche und regulierte Abfallbewirtschaftung und kommunales Wasser in Frankreich;
- zur Veräußerung fast aller Tätigkeiten von Veolia auf dem Markt für mobile Wasserdienstleistungen im EWR;
- zur Veräußerung des größten Teils der Tätigkeiten von Veolia im französischen Marktsegment der Bewirtschaftung von industriellem Wasser und
- zur Veräußerung eines Teils des Geschäfts von Veolia und Suez bei der Deponierung gefährlicher Abfälle sowie der gesamten Tätigkeit von Suez auf dem Gebiet der Verbrennung und physikalisch-chemischen Behandlung gefährlicher Abfälle.[9]

### Wasser- und Abwasserbereich

#### Wasserversorgung und Abwasser in Frankreich
Das Geschäftsfeld des Unternehmens war nach der Gründung am 14. Dezember 1853 auf die Wasserversorgung der Städte Paris und Lyon ausgerichtet. Es erhielt 1854 eine Konzession auf 100 Jahre, um die Stadt Lyon mit Trinkwasser zu versorgen, und 1861 eine weitere Konzession auf 50 Jahre für die Versorgung der Stadt Paris. Seit 1884 ist das Unternehmen zum ersten Mal, in Reims, für die Abwasseraufbereitung einer Stadt verantwortlich.

#### Wasserversorgung und Abwasser in Deutschland
In Deutschland ist das Unternehmen seit 1991 als Dienstleister im Wasser- und Abwasserbereich tätig. Mit der OEWA Wasser und Abwasser GmbH übernahm die CGE mehrere Beteiligungen in verschiedenen Städten und Gemeinden der neuen Bundesländer, sowie in Niedersachsen und Hessen. 1999 beauftragte die Stadt Berlin Vivendi, RWE und Allianz mit der Trinkwassergewinnung und -versorgung sowie dem Betrieb des Abwassernetzes und der Aufbereitung des Abwassers. In den folgenden Jahren kamen Beteiligungen an der Stadtwerke Görlitz AG, den Stadtwerken Weißwasser und der Braunschweiger Versorgungs-AG hinzu. Das Land Berlin hat Ende 2013 die Anteile von Veolia an den Berliner Wasserbetrieben (BWB) zurückgekauft und damit die Rekommunalisierung der BWB abgeschlossen.

#### Wasserversorgung und Abwasser in weiteren Ländern
1860 wurde die CGE von Venedig beauftragt, die Stadt mit Wasser zu versorgen. In den folgenden drei Jahren kamen Istanbul und Porto hinzu. In der zweiten Hälfte des 20. Jahrhunderts erweiterte das Unternehmen sein Geschäftsfeld: 1958 erhielt es den Auftrag, Wartungsarbeiten für nordamerikanische Stützpunkte der NATO in Frankreich zu leisten.

### Abfallentsorgung
Seit 1967 betreibt die CGE Müllverbrennungsanlagen. Acht Jahre später gründete sie die Firma SARP Industries, die auf die Entsorgung gefährlicher Abfälle spezialisiert ist, und betrieb in der Folgezeit das erste europäische Zentrum für flüssige Sonderabfälle. Mitte der 1980er Jahre begann die CGE mit dem Aufbau der ersten Recyclinghöfe. Die 1912 gegründete Firma Compagnie Générale d’entreprises automobiles (CGEA), die seit 1919 den Hausmüll in Paris entsorgt, fusionierte 1980 mit der CGE. Zehn Jahre später übernahm sie mit der Gruppe Soulier einen der größten europäischen Papier- und Kunststoffrecycler. 2007 fusionierte Veolia Umweltservice mit dem deutschen Abfallbehälterproduzent Sulo. Veolia zählt seit 1994 zu den führenden europäischen Unternehmen im Bereich Umweltservice.

### Energie
Die französischen Energieunternehmen Chauffage Service (gegründet 1935) und die Compagnie Générale de Chauffe fusionierten 1967 mit der CGE. Nach der Ölkrise 1973 begann die CGE Konzepte für die Nutzung von Erdwärme und Energierückgewinnung zu entwickeln. 2009 erhielt Veolia von der Stadt Hamburg den Zuschlag, die östliche HafenCity mit Wärme zu versorgen.

### Transport- und Verkehrswesen
1980 übernahm die CGE die 1911 gegründete Compagnie générale d’entreprises automobiles (CGEA) und die Compagnie générale française des transports et entreprises (CGFTE), die wiederum aus der 1875 gegründeten Compagnie générale française de tramways (CGFT) hervorgegangen war. Die CGFT hatte Ende des 19. Jahrhunderts nach den stadtplanerischen Konzepten von Georges-Eugène Baron Haussmann mit der Entwicklung der Straßenbahn den öffentlichen Stadtverkehr revolutioniert. Die Straßenbahn löste damals Pferdeomnibusse als Transportmittel ab. In Le Havre, Nancy und Marseille betrieb die CGFT die ersten Straßenbahnlinien. Die Verkehrssparte der CGE wurde 1997 zu CGEA Transport zusammengefasst, firmierte ab 2000 als Connex und ab 2005 als Veolia Transport.
Seit der mehrheitlichen Übernahme des privaten Bahnunternehmens Deutsche Eisenbahn-Gesellschaft (DEGV) 1997, war CGEA/Vivendi/Veolia auch im deutschen Transport- und Verkehrswesen tätig. Nach der vollständigen Übernahme der DEGV im Jahr 2000 wurde diese in Connex Verkehr und 2006 in Veolia Verkehr umbenannt. In dieser Zeit erweiterte Veolia Verkehr sein Angebot auf Regional-, Stadt- und Güterverkehr in Deutschland.
Am 3. März 2011 fusionierte Veolia Transport mit dem französischen Konkurrenten Transdev zu Veolia Transdev; Veolia hielt zunächst einen 50-%-Anteil an dem fusionierten Unternehmen; im Oktober 2012 wurde bekannt, dass der Mitaktionär, die staatliche Caisse des Dépôts et Consignations, im Rahmen einer Kapitalerhöhung ihren Anteil auf 60 % erhöhen und den Anteil von Veolia somit auf 40 % verwässern werde.  In der Folge kam es im März 2013 zur Umfirmierung von Veolia Transdev in Transdev. Im Oktober 2018 zog sich Veolia ganz aus Transdev zurück und verkaufte ihren verbliebenen 30-%-Anteil an die deutsche Rethmann-Gruppe.

## Fondation Veolia
Die Fondation Veolia ist eine Stiftung, die in Frankreich und im Ausland Non-Profit-Projekte mit Schwerpunkt auf Nachhaltiger Entwicklung unterhält. Die Hauptbetätigungsfelder dabei sind Solidarität, Berufseingliederung und Umwelt. Die Besonderheit ist es, jedes Projekt durch einen Paten zu unterstützen und dabei das betriebsinterne Know-how zu nutzen und es den Partnern, Gesellschaften und Institutionen zur Verfügung zu stellen. Seit der Gründung 2004 hat die Stiftung bei mehr als 1000 Projekten weltweit geholfen. Die Stiftung unterstützt Projekte finanziell und personell durch Freiwillige und hilft bei humanitären Einsätzen.
2009 hat die Stiftung nach den Beben in Indonesien geholfen, unterstützte die Flüchtlinge im Kongo und war im Einsatz gegen die Choleraepidemie in Simbabwe. Nach dem Erdbeben in Haiti im Januar 2010 hat die Stiftung 20 Tonnen Notfallhilfe (vor allem zur Trinkwasseraufbereitung) in einem Flugzeug des Roten Kreuzes geschickt, und Experten aus dem Unternehmen, die mit Hilfe von Freiwilligen die Wasserversorgung organisiert haben.

## Verweise

### Film
- Leslie Franke, Herdolor Lorenz (Regie): Water Makes Money. Dokumentation, Deutschland, 2010, 75 Min.
- Sam Bozzo, Mark Achbar, Si Litvinoff: Blue Gold: World Water Wars. 2008, 90 Min.